# 提喻法
提喻法（又譯分合法、綜攝法）是美国心理学家威廉·戈登（William J. J. Gordon）创建，为一种利用模拟与隐喻的思维方式，以协助思考者分析问题、产生不同观点。

## 概述
其理念为：
- 由合而分：使熟悉事物变得新奇（making the familiar strange）；
- 由分而合：使新奇事物变得熟悉（making the strange familiar）；

戈登把推论分为四类：
- 狂想类推（fantasy analogy）
- 直接类推（direct analogy）
- 拟人类推（personal analogy）
- 符号类推（symbolic analogy）